# 스웨덴의 석유 독립 정책
스웨덴의 석유 독립 정책은 1970년대 오일쇼크 이후 스웨덴이 30년 가까이 추진 중인 석유 의존도 삭감 정책이다.
2006년, 스웨덴 정부는 2020년까지 난방, 산업, 운송 전 분야에 걸쳐 석유 의존율을 최고 0%까지 낮추는 내용의 “탈 석유화” 정책을 발표했다.

## 자동차
2007년, 스웨덴의 대표 자동차 메이커인 볼보는 세계 최초로 에탄올 자동차를 제작해서 자동차 경주에 참가했다.

스웨덴에서는 가솔린 자동차의 도시 내 사용을 줄이고, 시민들이 자전거로 생활할 수 있게 끔 유도하고 있다. 또한 볼보에서 친환경 자동차를 적극적으로 개발하게 하고, 시민들에게는 친환경 자동차 구입비에 150만 원의 보조금을 지급하며, 연료비는 가솔린의 70% 가격에 주유할 수 있게 하는 등 적극적인 탈석유 정책을 시행하고 있다.